# 이와모토 가즈키
이와모토 가즈키(일본어: 岩本 和希, 1997년 4월 7일~)는 일본의 축구 선수이다.

## 구단 경력
그는 2020년 J3리그의 가마타마레 사누키에 입단했다.